# GECAS
제너럴 일렉트릭 케피탈 항공 서비스(General Electric Capital Aviation Service)는 아일랜드계 미국 상업 항공기 금융 및리스 회사다. GECAS는 세계에서 가장 큰 민간 항공사 리스 / 파이낸싱 회사로 알려져 있다. GE 캐피탈(General Capital)의 계열사로, 항공기 장기 리스 / 임대 사업에서는 ILFC와 2대 기업으로 알려져 있다. GECAS는 에어 버스 (Airbus) 및 보잉 (Boeing)과 같은 제조업체로부터 항공기를 구입 한 후 일반적으로 8년 임대 계약을 맺고 리스 계약 을 통해 항공사에 임대 한다. 또한 항공기를 제조사에서 구입하여 임대 한다. 이 회사는 세 개의 글로벌 본사가 싱가포르 ; 섀넌, 카운티 클레어 와 노 워크, 코네티컷에 위치해 있다.
GECAS의 주 경쟁은 AerCap 과, ALTH 리스사, ILFC, BBAM와 같은 다른 회사와 항공기 리스 부문에서 경쟁하고 있다.
GECAS는 270 개 항공사가 사용하는 1950 대 이상의 항공기를 보유하고 있다. GECAS가 소유 한 거의 모든 항공기는 General Electric의 다른 자회사 인 GE Aviation 또는 GE Aviation / Snecma 합작 투자 법인 인 CFM International 의 엔진이 주로 체택 된다.

## 역사
GECAS는 아일랜드 기반 기네스 이탄 (Guinness Peat Aviation)에서 구입 한 자산을 관리하기 위해 1993년에 설립되었다. GE 캐피탈 항공 서비스 (GE Capital Services)는 아일랜드에 있다. GE 캐피탈은 또한 캘리포니아에 본사를 둔 폴라리스 항공기리스사를 GECAS 그룹에 편입 시켰다.
GECAS는 또한 Oxford Aviation Academy 의 소수 지분을 보유하고 있으며 2007년에 GECAT를 80 % (신주 발행 전) 에 STAR Capital Partners에 매각하여 보유하고 있다.
2015년에 GECAS는 아일랜드 기반의 Milestone Aviation을 인수하여 헬리콥터 리스 사업을 포트폴리오에 추가했다.
또한, 오랜 기간 모기업의 자회사인 GE Aviation이 엔진을 생산함에 따라 내부 거래가 발생 하는 것으로 추정된다.
GECAS는 타 기업, 특히 ILFC와는 다르게 비 금융계 기업이 항공기 리스회사를 차리고, 모회사가 리스 및 캐피탈 업체를 시작했는데, 자사의 물건을 금융 혜택을 통해 구매를 유도하려는 전략으로 보여 진다.

## 사업 부문
GECAS는 보잉, 에어버스, 엠브라에르, 봄바디어, ATR와 같은 항공기 제작사 로부터 협폭동체 항공기와 광폭동체 항공기 승용 항공기를 포함한 터보프롭 항공기를 발주를 하여 리스 및 대출 사업을 하고, 2015년부터는 항공기 리스 사업이 포트폴리오에 추가됨에 따라서, 헬리콥터 리스사업도 병행하고 있다. Agusta Westland 혹은 Sikorsky와 에어버스-유로콥터 헬리콥터스에서 고객이 원하는 헬리콥터를 주문, 리스해주고 있다.
- 리스 운영
- 임대 계약서 매입
- 담보 대출
- 항공기 정비
또한, GECAS는 모회사의 기업인 GE Aviation의 엔진만 리스 및 담보 대출을 해주는 것이 아닌, 롤스로이스 plc와 프랫 앤 휘트니사 및 IAE및 EA (Engine Alliance)와 함께 CFM 인터네셔널의 엔진의 다음 금융 서비스도 진행이 가능하다.
- 운영 리스
- 단기 리스
- 임대 계약서 구매
- 담보 대출
- 엔진 교환
- 엔진 서비스
GECAS는 중고 엔진 및 항공기 부품을 Asset Management Services Group 을 통해서 판매한다. 이 회사는 북미와 유럽과 아시아의 공장에서 부품을 정밀검수 후에 수리 및 개조를 통해서 에어버스, 보잉, 더글러스, 봄바디어사의 부품을 판매를 하고 있다.
GECAS는 공항 운영사, 투자자와 금융 기관 및 정부와 항공사에 항공기 컨설팅 서비스 사업도 제공한다.
Avia Solutions라는 이름의 컨설팅 서비스는 사업 개발, 노선 개발, 인프라 계획과 항공사 관리, 규정 등 기타 다양한 항공기 운영 경험이 없는 기업에게도 조언을 해줄 수 있다.

## 최근 발주 상황

### 2010년대 후반
| 제조사   | 기종           | 발주 대수 | 계약 날짜 | 인도 날짜 | 비고 |
| -------- | -------------- | --------- | --------- | --------- | ---- |
|          |                |           |           |           |      |
| 코맥     | 코맥 C919      | 20        | 2016.?    | TBC       |      |
| 보잉     | 보잉 737 MAX 7 |           |           |           |      |
|          | 보잉 737 MAX 8 |           |           |           |      |
|          | 보잉 737 MAX 9 |           |           |           |      |
| 에어버스 |                |           |           |           |      |